# Aurel Barbu
Aurel Barbu (născut ca Aureliu Corneliu Barbu) (n. 13 septembrie 1942, Cervenia, Jud.Teleorman - d. 7 aprilie 1992, Pitești, Jud. Argeș) a fost unul dintre primii antrenori români de judo din România. A inventat o tehnică de judo care îi poartă numele: "Hasami - Barbu". În perioada 1969 – 1991, timp de douăzeci și doi de ani, a obținut în fiecare an medalii la campionatele de seniori, tineret, copii și fete. Mulți dintre elevii lui au fost componenți ai lotului național (Codrea Iacob, Ilie Victor, Filip Ionel, Roman Gheorghe, Calotescu Nicolae, Vega Nicolae, Barbu Aurelian). A format antrenori ca Ilie Victor, Codrea Iacob, Babacov Alexandru, Găvănescu Constantin, Baciu Ovidiu, Barbu Aurelian. Ca sportiv era renumit pentru felul în care executa procedeeul Uchi - mata, iar în presa anilor se folosea termenul "Uchi-mata lui Barbu" sau "Uchi -Barbu".

## Activitatea sportivă
- 1965 A început să practice judo, iar pasiunea pentru artele marțiale japoneze l-a determinat să antreneze voluntar până când a alcătuit prima echipă de judo din Mediaș în 1968, imediat după ce Federația Română de Judo luase ființă. După aceea se afiliază cu Asociația Sportivă Sănătatea Mediaș.
- 1968 - A câștigat locul I la: "Cupa Sănătatea” Mediaș, „Cupa Dacia” Oraștie, „Cupa Târnava” Mediaș, iar la „Cupa FRJ” de la București i-a fost decernată centura neagră.

A participat în București la un curs de perfecționare cu membrii echipei de judo a Japoniei (Hiroaki Fujita și Takaeshi Matsusaka). A obținut calificarea de antrenor categoria III și a devenit arbitru de judo.
- 1969 - A fost selectat în primul lot național de judo. A fost medaliat cu argint la Campionatul național individual de seniori de la Timișoara.
- 1970 - Locul II la Campionatul național de seniori de la Arad. Locul I la Campionatul zonal Brașov – unde a fost declarat cel mai tehnic judoka.
- 1971 - A fost transferat la Școala Sportivă de Atletică Grea din Pitești ca antrenor de judo, ca apoi să fie numit antrenor al lotului național de juniori. A fost cel care a înființat prima secție de judo în Pitești la Clubul Sportiv Școlar "Viitorul".
- 1972 - A alergat cu flacăra olimpică pentru Olimpiada de la Munchen, de la Petrochimie până la ieșirea din Pitești către Bascov.
- 1973 - Se retrage oficial din competiții și se dedică antrenoratului.
- 1974 - A înființat prima echipă piteșteană de seniori.Obține calificarea de antrenor categoria II.
- 1975 - A participat la un curs de perfecționare la Moscova și Leningrad. Se transferă la Clubul Sportiv Municipal Pitești, unde a funcționat până la deces.
- 1977 - Devine antrenorul lotului național de seniori până în 1983 (București).Obține categoria 5 DAN .
- 1978 - A fost în Coreea împreună cu lotul olimpic de seniori într-un cantonament de perfecționare. Obține calificarea de antrenor categoria I.
- 1978 - 1979 A fost antrenor al lotului național de seniori.
- 1979 - Participă cu echipa la Campionatele Europene din Finlanda, unde îl cunoaște personal pe Anton Geesink – primul campion olimpic de judo din Europa.
- 1979 - A absolvit Facultatea de Educație Fizică și Sport București, specialitatea judo.
- 1983 - A fost numit metodolog al lotului olimpic de seniori.
- 1990 - Devine antrenorul lotului olimpic de juniori (Alba Iulia și Pitești) până în 1992.
- 1992 - În 7 aprilie se stinge din viață în Poiana Brașov, în timpul unui cantonament de schimb de experiență cu lotul național de judo al Israelului, în urma celui de-al treilea infarct miocardic. Începuse să lucreze la o carte de judo însă decesul prematur l-a împiedicat să realizeze acest lucru.

### Aurel Barbu, emblemă a judo-ului românesc
După decesul antrenorului, Federația Română de Judo a organizat aproape în fiecare an "Memorialul Aurel Barbu", concurs național și internațional de juniori. În septembrie 2012 va avea loc a XV a ediție. <http://frjudo.ro/uncategorized/memorialul-aurel-barbu.html%5Bnefuncțională%5D> 

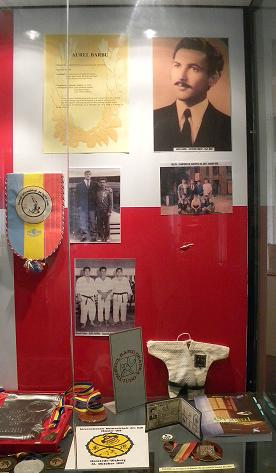
Aurel Barbu la Muzeul Sportului Argeşean

În 2008 Muzeul Județean Argeș a înființat o nouă aripă muzeală, dedicată sportivilor merituoși ai județului, campionilor argeșeni. La secția judo/lupte, Aurel Barbu are dedicată o vitrină în care sunt expuse documente, fotografii, medalii, cupe, diplome, echipamente sportive, fanioane și insigne din cadrul competițiilor la care a participat. 
<http://www.muzeul-judetean-arges.ro/Muzeul-Sportului-Arge%C5%9Fean/19/ Arhivat în 22 septembrie 2012, la Wayback Machine.>
În iunie 2012 Cristian Otobîcu, consilier al Direcției Județene pentru Sport și Tineret Argeș a propus ca Sala de Judo din cadrul Complexului Sportiv - Sala Sporturilor din Pitești să poarte numele lui Aurel Barbu.

#### Familia
Părinții: Dumitru și Florica, învățători.
Frați: Sandu D. Barbu (inginer energetician), Eugen (maistru), Nicolae (procuror la Curtea de Conturi Pitești).
Soția: Doina Bogdan
Copii: Adriana Cosmina Samoilă (medic primar pediatru), Dumitru Aurelian (antrenor judo și inginer electrician - automatizări industriale) și Raluca Doina Marchiș (scriitoare).

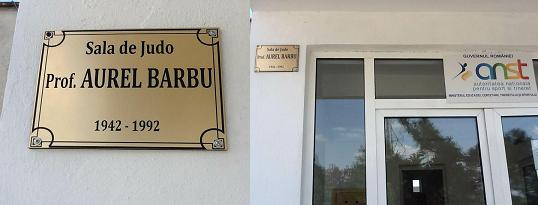